# At the Edge of Time
At the Edge of Time deveti je studijski album njemačkog power metal-sastava Blind Guardian. Objavljena je verzija albuma od dva CD-a, a drugi disk sadrži osam pjesama. Ilustraciju za album izradio je kolumbijski umjetnik Felipe Machado Franco. Diskografska kuća Nuclear Blast Records objavila ga je 29. srpnja 2010. Za pjesmu "A Voice in the Dark" snimljen je i spot koji je objavljen 3. kolovoza 2010.

## Popis pjesama
Tekstovi i glazba: Hansi Kürsch i André Olbrich. 
| 1.    | »Sacred Worlds«            | 9:17 |
| 2.    | »Tanelorn (Into the Void)« | 5:58 |
| 3.    | »Road od No Release«       | 6:30 |
| 4.    | »Ride into Obsession«      | 4:46 |
| 5.    | »Curse My Name«            | 5:52 |
| 6.    | »Valkyries«                | 6:38 |
| 7.    | »Control the Divine«       | 5:26 |
| 8.    | »War of the Thrones«       | 4:55 |
| 9.    | »A Voice in the Dark«      | 5:41 |
| 10.   | »Wheel of Time«            | 8:55 |
| 63:58 |                            |      |

| Bonus CD | Bonus CD                                               | Bonus CD | Bonus CD | Bonus CD | Bonus CD | Bonus CD | Bonus CD | Bonus CD | Bonus CD |
| Br.      | Skladba                                                | Trajanje |          |          |          |          |          |          |          |
| -------- | ------------------------------------------------------ | -------- | -------- | -------- | -------- | -------- | -------- | -------- | -------- |
| 1.       | »Sacred Worlds« (pre-produkcijska verzija)             | 6:49     |          |          |          |          |          |          |          |
| 2.       | »Wheel of Time« (orkestrirana verzija)                 | 8:55     |          |          |          |          |          |          |          |
| 3.       | »You're the Voice« (obrada Johna Farnhama, radio edit) | 3:36     |          |          |          |          |          |          |          |
| 4.       | »Tanelorn (Into the Void)«                             | 5:59     |          |          |          |          |          |          |          |
| 5.       | »Curse My Name – Demo«                                 | 4:42     |          |          |          |          |          |          |          |
| 6.       | »A Voice in the Dark – Demo«                           | 5:40     |          |          |          |          |          |          |          |
| 7.       | »Sacred Words« (glazbeni spot)                         | 6:17     |          |          |          |          |          |          |          |
| 8.       | »A Journey to the Edge of Time« (studijski dokument)   | 19:18    |          |          |          |          |          |          |          |
| 61:16    |                                                        |          |          |          |          |          |          |          |          |

## Recenzije
Album je proglašen "Albumom mjeseca" u izdanju njemačkog časopisa Metal Hammer iz kolovoza 2010.
At the Edge of Time bio je prvi album sastava koji se popeo na drugom mjestu na GfK-ovoj ljestvici. Zadržao je svoje mjesto među Top 10 tri tjedna zaredom.
Album je bio osobito uspješan u SAD-u. Ne samo da završio je na 108. mjestu ljestvice Billboard Top 200, već je postala i pjesma broj 1 na ljestvici Billboard Heatseekers. Ovo označava najvišu poziciju koju je album Blind Guardiana dosegao do tada u SAD-u.
Album završio je na 18. mjestu ljestvice Top Hard Music Albums i 108. na ljestvici Top 200 u Kanadi.

## Lirička podloga
- Sacred Worlds

Uređena verzija izvorne pjesme "Sacred", koja ima novi orkestralni intro i outro. Napisao ju je Blind Guardian za video igricu Sacred 2: Fallen Angel iz 2008.
- Tanelorn (Into the Void)

Temeljeno na seriji The Eternal Champion Michaela Moorcocka.
- Road of No Release

Na temelju Petera S. Beaglea The Innkeeper's Song.
- Ride into Obsession

Temeljeno na seriji The Wheel of Time Roberta Jordana. (Hansi Kürsch: "Uvod u glavne likove, Ponovno rođenog zmaja i Mračnog gospodara Ba'alzamona.")
- Curse My Name

Temeljeno na The Tenure of Kings and Magistrates, političkom spisu Johna Miltona u kojem on daje legitimitet ubojstvu kralja koji nije izvršio svoje dužnosti.
- Valkyries

Inspiriran je nordijskom mitologijom, posebno Valkirama, kao i percepcijom vremena.
- Control the Divine

Temeljeno na Izgubljenom raju Johna Miltona.
- War of the Thrones

Temeljeno na seriji Pjesma leda i vatre Georgea R. R. Martina.
- A Voice in the Dark

Temeljeno na seriji Pjesma leda i vatre Georgea R. R. Martina. Priča priču o Branu Starku, ključnom liku u seriji. Ova pjesma je bila prvi singl s albuma i mali je povratak izvornom speed metal stilu skupine.
- Wheel of Time

Temeljeno na seriji The Wheel of Time Roberta Jordana, fokusirajući se na (i kroz gledište) Randa al'Thora, protagonista serije.

## Zasluge
| Blind Guardian - Frederik Ehmke – bubnjevi, udaraljke, flauta, gajde - Hansi Kürsch – vokal - André Olbrich – solo-gitara, ritam gitara, akustična gitara - Marcus Siepen – ritam gitara Dodatni glazbenici - Oliver Holzwarth – bas-gitara - Klaus Marquardt – violina - The City of Prague Philharmonic Orchestra – orkestar - Dirim Ceseroglu – violina - Olaf Senkbeil – prateći vokal - Back Choir Bremenhaven – zborovi - William "Billy" King – prateći vokal - Thomas Hackmann – prateći vokal - Jen Majura – prateći vokal - Stefan Schmidt – prateći vokal - Eberharf Hahn – flauta | Ostalo osoblje - Matthias Ulmer – produkcija orkestara, dodatni inženjer zvuka, klavijature, glasovir - Carsten Heusmann – produkcija orkestara, koordinator produkciji - Jan Kotzmann – inženjer zvuka - Cenda Kotzmann – dodatni inženjer zvuka - Jan Rubach – inženjer zvuka (bas-gitara) - Oganalp Canatan – dodatni inženjer zvuka - Güney Özsan – dodatni inženjer zvuka - Charlie Bauerfeind – produkcija, miks, inženjer zvuka, mastering, produkcija orkestara - Wolfgang Eller – mastering - Herr Buchta – fotografije - Felipe Machado Franco – naslovnica albuma, grafički dizajn - Adam Klemens – drigent (orkestar) |